# Apicalia
Apicalia is een geslacht van weekdieren uit de klasse van de Gastropoda (slakken).

## Soorten
- Apicalia angulata Warén, 1981
- Apicalia brazieri (Angas, 1877)
- Apicalia echinasteri Warén, 1981
- Apicalia gibba A. Adams, 1862
- Apicalia habei Warén, 1981
- Apicalia inflata (Tate & May, 1901)
- Apicalia ovata (Pease, 1860)
- Apicalia palmipedis (Koehler & Vaney, 1913)
- Apicalia sandvichensis (G.B. Sowerby II, 1865)
- Apicalia taiwanica Kuroda, 1964
- Apicalia tryoni (Tate & May, 1900)